# Primaires présidentielles du Parti républicain américain de 2024
Les primaires présidentielles du Parti républicain américain de 2024 sont le processus par lequel les membres et sympathisants du Parti républicain des États-Unis désignent leur candidat à la présidence des États-Unis pour l'élection présidentielle de 2024.
Les trois principaux favoris sont l'ancien président des États-Unis Donald Trump, l'ancienne gouverneure de Caroline du Sud Nikki Haley et le gouverneur de Floride Ron DeSantis. Ce dernier suspend sa campagne après le caucus de l'Iowa et la deuxième après le Super Tuesday, où elle ne remporte que le Vermont. Donald Trump reste ainsi seul en lice et obtient quelques jours plus tard le nombre de délégués nécessaires pour être désigné candidat du Parti républicain.
Donald Trump est officiellement désigné candidat républicain pour l'élection présidentielle de novembre 2024, avec le sénateur JD Vance comme colistier en tant que candidat à la vice-présidence.

## Contexte
Donald Trump, président des États-Unis de 2017 à 2021, announce sa candidature le 10 novembre 2022 depuis la Floride. Cette déclaration intervient après les résultats jugés mitigés des républicains aux élections de mi-mandat de 2022.
Ses principaux opposants dans les sondages sont Ron DeSantis, gouverneur de Floride, Nikki Haley, ancienne gouverneure de Caroline du Sud et ambassadrice des États-Unis auprès des Nations unies, Vivek Ramaswamy, Michael R. Pence, son ancien vice-président, et Chris Christie, ancien gouverneur du New Jersey.
Une décision en date du 19 décembre 2023 de la cour suprême de l'État du Colorado, exclusivement composée de juges démocrates, ordonne, à 4 voix contre 3, que Donald Trump ne figure pas parmi les candidats aux primaires républicaine dans l'État du Colorado, en raison de son rôle dans l’insurrection du 6 janvier 2021, conduite par ses partisans au Capitole, en vertu du quatorzième amendement de la Constitution. Donald Trump saisit alors la Cour suprême des États-Unis pour renverser cette décision. Le 27 décembre, la cour suprême de l'État du Michigan rejette une tentative de disqualifier Donald Trump des primaires républicaines, s’appuyant sur le 14e amendement de la Constitution américaine ; les plaignants réclamaient que l'ancien président soit empêché de figurer sur le bulletin de vote au motif qu’il a « participé à une insurrection » le 6 janvier 2021.
La secrétaire de l'État du Maine, Shenna Bellows, déclare Donald Trump inéligible le 28 décembre, en raison de son rôle dans l'assaut du Capitole. Le 28 février 2024, une juge de l'État de l’Illinois déclare Donald Trump inéligible en raison de ses agissements lors de l’assaut du Capitole et ordonne le retrait des bulletins de vote à son nom lors de la primaire républicaine de cet État. Le 4 mars 2024, à l'unanimité, la Cour suprême des États-Unis rejette la décision des autorités du Colorado de rendre Trump inéligible : elle considère que ce n'est pas du ressort des États de prendre de telles mesures, qui relèvent selon elle du processus électoral fédéral.

## Campagne
La campagne démarre véritablement en 2022, en même temps que les élections de mi-mandat, à l'issue desquelles les républicains réussissent à reprendre le contrôle de la Chambre des représentants mais pas du Sénat.
Dès le début de la présidence Biden, une forte avance de Donald Trump est constatée dans les sondages, confirmant sa popularité au sein de l'électorat conservateur. Ses adversaires déclarés ou présumés à la primaire, sauf Chris Christie et Michael R. Pence, évitent ainsi toute critique directe contre l'ancien président et le défendent face à ses déboires judiciaires ; certains s'engagent même à le gracier s'ils sont élus. Sa popularité ne dissuade pas un nombre élevé de candidats aux primaires, même si le but officieux de ces campagnes serait un poste dans l'administration du vainqueur. Plusieurs politologues ainsi que des républicains, désignent Trump comme favori mais sont dubitatifs pour une victoire face à Joe Biden, notamment en raison des affaires et de son positionnement clivant.
Le caucus de l'Iowa, qui inaugure les opérations électorales, a lieu le 15 janvier 2024. Le Super Tuesday a lieu le 5 mars 2024, avec le scrutin simultanée dans 16 États
La convention nationale républicaine a lieu le 15 juillet 2024 à Milwaukee, dans le Wisconsin. Donald Trump est officiellement désigné candidat républicain pour l'élection présidentielle de novembre 2024, avec le sénateur JD Vance comme colistier pour la vice-présidence. En remportant pour la troisième fois consécutive les primaires républicaines, après celles de 2016 et celles de 2020, Donald Trump égalise le record détenu par Richard Nixon, candidat du parti aux élections de 1960, 1968 et 1972.

### Débats
Les conditions d'éligibilité à la participation aux débats sont établies par le Comité national républicain. Les candidats doivent requérir un certain nombre de donateurs, une côte de sondage minimum à l'échelle nationale ou dans des États-clés et de s'engager à soutenir le gagnant de la primaire républicaine (loyalty pledge ou Beat Biden pledge).
Donald Trump décide de ne pas participer aux débats et propose une contre-programmation, mettant en avant sa forte avance dans les sondages et refusant de s'engager à soutenir le nommé du parti s'il ne remporte pas les primaires.
| Candidat        | 1er   | 2e    | 3e    | 4e    | 5e    | 6e    | 7e    |
| --------------- | ----- | ----- | ----- | ----- | ----- | ----- | ----- |
| Doug Burgum     | oui   | oui   | Croix | Croix | Croix | Croix | Croix |
| Chris Christie  | oui   | oui   | oui   | oui   | Croix | Croix | Croix |
| Ron DeSantis    | oui   | oui   | oui   | oui   | oui   | Croix | Croix |
| Nikki Haley     | oui   | oui   | oui   | oui   | oui   | Croix | Croix |
| Asa Hutchinson  | oui   | Croix | Croix | Croix | Croix | Croix | Croix |
| Donald J. Trump | Croix | Croix | Croix | Croix | Croix | Croix | Croix |
| Mike Pence      | oui   | oui   | Croix | Croix | Croix | Croix | Croix |
| Vivek Ramaswamy | oui   | oui   | oui   | oui   | Croix | Croix | Croix |
| Tim Scott       | oui   | oui   | oui   | Croix | Croix | Croix | Croix |

## Candidats
Ces primaires comptent un total de 14 personnes ayant clairement indiqué leur intention de se présenter. Sur ces 14 candidats, huit d’entre eux ont retiré leur candidature avant la tenue des élections.
En 2022-2023, le gouverneur de Floride, Ron DeSantis, est souvent mentionné comme l'opposant principal de Trump en vue des primaires. Il jouit alors d'une forte popularité auprès des Américains, faisant de lui l'un des gouverneurs les plus populaires du pays et l'un des rares hommes politiques américains avec une cote d'opinion favorable. Il annonce sa candidature le 24 mai 2023.
Michael R. Pence, vice-président durant le mandat de Trump, prend ses distances avec ce dernier à la suite de l'assaut du Capitole du 6 janvier 2021 à Washington D.C, dans le contexte des contestations des résultats de l'élection présidentielle américaine de 2020, remportée par le démocrate Joe Biden. Il se déclare candidat le 5 juin 2023.
Le 14 février 2023, Nikki Haley annonce sa candidature aux primaires, devenant la première candidate à se lancer face à Donald J. Trump.
|  | Campagne active |  | Comité exploratoire    |  | Candidature retirée               |
|  | Primaires       |  | Élections de mi-mandat |  | Convention nationale républicaine |

### Candidat désigné
Les candidats de cette section ont déclaré leur candidature et répondent à un ou plusieurs des critères suivants :
- leur campagne a bénéficié d'une importante couverture médiatique ;
- le candidat figure dans au moins cinq sondages nationaux.

| Candidat     | Naissance                                         | Fonctions                                                                            | État    | Logotype     | Date de candidature |
| ------------ | ------------------------------------------------- | ------------------------------------------------------------------------------------ | ------- | ------------ | ------------------- |
| Donald Trump | 14 juin 1946 (77 ans) New York (État de New York) | Président des États-Unis (2017-2021) Président de The Trump Organization (1971-2017) | Floride | Donald Trump | 15 novembre 2022    |

### Candidats retirés durant les primaires
Les candidats mentionnés dans cette section ont suspendu leur campagne durant les primaires.
| Candidat          | Naissance                                          | Fonctions | État            | Logotype        | Date de candidature | Retrait                          |
| ----------------- | -------------------------------------------------- | --- | --------------- | --------------- | ------------------- | -------------------------------- |
| Nikki Haley       | 20 janvier 1972 (52 ans) Bamberg (Caroline du Sud) | Ambassadrice des États-Unis aux Nations Unies (2017-2018) Gouverneure de Caroline du Sud (2011-2017) | Caroline du Sud | Nikki Haley     | 14 février 2023     | 6 mars 2024                      |
| Ryan Binkley (en) | 19 novembre 1967 (56 ans) Columbus (Géorgie)       | Cofondateur et PDG de Generational Equity Group (depuis 2006) Cofondateur et pasteur principal de Create Church (depuis 2014) | Texas           | Ryan Binkley    | 23 avril 2023       | 27 février 2024 (soutient Trump) |
| Ron DeSantis      | 14 septembre 1978 (45 ans) Jacksonville (Floride)  | Gouverneur de Floride (depuis 2019) Représentant des États-Unis pour le 6e district de Floride (2013-2019) | Floride         | Ron DeSantis    | 24 mai 2023         | 21 janvier 2024 (soutient Trump) |
| Asa Hutchinson    | 3 décembre 1950 (73 ans) Bentonville (Arkansas)    | Gouverneur de l'Arkansas (2015-2023) Sous-secrétaire à la Sécurité intérieure des États-Unis (2003-2005) Administrateur de la Drug Enforcement Administration (2001-2003) Représentant des États-Unis pour le 3e district de l'Arkansas (1997-2001) Procureur des États-Unis pour le district occidental de l'Arkansas (1982-1985) | Arkansas        | Asa Hutchinson  | 6 avril 2023        | 16 janvier 2024 (soutient Haley) |
| Vivek Ramaswamy   | 9 août 1985 (38 ans) Cincinnati (Ohio)             | Président exécutif de Strive Asset Management (depuis 2022) Directeur général de Roivant Sciences (2014-2021) | Ohio            | Vivek Ramaswamy | 21 février 2023     | 16 janvier 2024 (soutient Trump) |

## Sondages

Graphique de tous les sondages locaux réalisés depuis janvier 2023

### Candidats retirés avant les primaires
Les candidats mentionnés dans cette section ont suspendu leur campagne avant le tenue des primaires.
| Candidat       | Naissance                                                     | Fonctions | État            | Logotype       | Déclaration de candidature | Retrait                           |
| -------------- | ------------------------------------------------------------- | --- | --------------- | -------------- | -------------------------- | --------------------------------- |
| Chris Christie | 6 septembre 1962 (61 ans) Newark (New Jersey)                 | Gouverneur du New Jersey (2010-2018) Procureur des États-Unis pour le district du New Jersey (2002-2008) | New Jersey      | Chris Christie | 6 juin 2023                | 10 janvier 2024                   |
| Doug Burgum    | 1er août 1956 (67 ans) Arthur (Dakota du Nord)                | Gouverneur du Dakota du Nord (depuis 2016) | Dakota du Nord  | Doug Burgum    | 7 juin 2023                | 4 décembre 2023 (soutient Trump)  |
| Tim Scott      | 19 septembre 1965 (58 ans) North Charleston (Caroline du Sud) | Sénateur des États-Unis pour la Caroline du Sud (depuis 2013) Représentant des États-Unis pour le 1er district de Caroline du Sud (2011-2013) Représentant de Caroline du Sud (2009-2011)                                       | Caroline du Sud | Tim Scott      | 19 mai 2023                | 12 novembre 2023 (soutient Trump) |
| Mike Pence     | 7 juin 1959 (64 ans) Columbus (Indiana)                       | Vice-président des États-Unis (2017-2021) Gouverneur de l'Indiana (2013-2017) Représentant des États-Unis pour le 6e district de l'Indiana (2003-2013) Représentant des États-Unis pour le 2e district de l'Indiana (2001-2003) | Indiana         | Mike Pence     | 5 juin 2023                | 28 octobre 2023                   |
| Larry Elder    | 27 avril 1952 (71 ans) Los Angeles (Californie)               | Présentateur de The Larry Elder Show (1993-2022) | Californie      | Larry Elder    | 20 avril 2023              | 26 octobre 2023 (soutient Trump)  |
| Perry Johnson  | 23 janvier 1948 (75 ans) Dolton (Illinois)                    | Président de Perry Johnson Registrars, Inc. (depuis 1994) | Michigan        | Perry Johnson  | 2 mars 2023                | 25 octobre 2023 (soutient Trump)  |
| Will Hurd      | 19 août 1977 (46 ans) San Antonio (Texas)                     | Représentant des États-Unis pour le 23e district du Texas (2015-2021) | Texas           | Will Hurd      | 22 juin 2023               | 9 octobre 2023 (soutient Haley)   |
| Francis Suarez | 6 octobre 1977 (46 ans) Miami (Floride)                       | Maire de Miami (depuis 2017) | Floride         | Francis Suarez | 14 juin 2023               | 30 août 2023                      |

## Résultats

### Résultats par État et territoire
Donald Trump domine la primaire et remporte quasiment la totalité des États mis en jeu, avec une marge conséquente. Nikki Haley ne gagne que la primaire dans les progressistes Vermont et Washington DC. Au Nevada, à la suite du boycott de la primaire par le parti, l'option « Aucun de ces candidats » arrive en tête.
| Date           | État ou territoire          | Système électoral    | Délégués | Trump     | Trump  | Trump | Haley   | Haley | Haley | DeSantis | DeSantis | DeSantis | Ramaswamy | Ramaswamy | Ramaswamy |
| Date           | État ou territoire          | Système électoral    | Délégués | Voix      | %      | DÉ    | Voix    | %     | DÉ    | Voix     | %        | DÉ       | Voix      | %         | DÉ        |
| -------------- | --------------------------- | -------------------- | -------- | --------- | ------ | ----- | ------- | ----- | ----- | -------- | -------- | -------- | --------- | --------- | --------- |
| 15/01          | Iowa                        | Caucus fermés        | 40       | 56 243    | 51.00  | 20    | 21 027  | 19.10 | 8     | 23 491   | 21.30    | 9        | 8 430     | 7.60      | 3         |
| 23/01          | New Hampshire               | Primaire semi-fermée | 22       | 176 392   | 54.30  | 13    | 140 288 | 43.20 | 9     | 2 241    | 0.70     | 0        | 833       | 0.30      | 0         |
| 06/02          | Nevada                      | Primaire fermée      | 0        | —         | —      | —     | 23 665  | 30.70 | 0     |          |          |          |           |           |           |
| 08/02          | Nevada                      | Caucus fermés        | 26       | 59 984    | 99.11  | 26    | —       | —     | —     |          |          |          |           |           |           |
| 08/02          | Îles Vierges des États-Unis | Caucus fermés        | 4        | 187       | 74.21  | 4     | 65      | 25.79 | 0     |          |          |          |           |           |           |
| 24/02          | Caroline du Sud             | Primaire ouverte     | 50       | 452 496   | 59.80  | 47    | 299 084 | 39.50 | 3     |          |          |          |           |           |           |
| 27/02          | Michigan                    | Primaire ouverte     | 16       | 758 612   | 68.10  | 12    | 296 200 | 26.60 | 4     |          |          |          |           |           |           |
| 02/03          | Idaho                       | Caucus fermés        | 32       | 33 603    | 84.90  | 32    | 5 221   | 13.20 | 0     |          |          |          |           |           |           |
| 02/03          | Michigan                    | Caucus fermés        | 39       | 1 575     | 97.80  | 39    | 36      | 2.20  | 0     |          |          |          |           |           |           |
| 02/03          | Missouri                    | Caucus fermés        | 54       | 924       | 100.0  | 54    | 0       | 0.00  | 0     |          |          |          |           |           |           |
| 01/03 au 03/03 | District de Columbia        | Primaire ouverte     | 19       | 676       | 33.30  | 0     | 1 274   | 62.80 | 19    |          |          |          |           |           |           |
| 04/03          | Dakota du Nord              | Caucus fermés        | 29       | 1632      | 84.60  | 29    | 273     | 14.10 | 0     |          |          |          |           |           |           |
| 05/03          | Alabama                     | Primaire             | 50       | 497 739   | 83.20  | 50    | 77 564  | 13.00 | 0     |          |          |          |           |           |           |
| 05/03          | Alaska                      | Primaire             | 29       | 9 243     | 87.60  | 29    | 1 266   | 12.00 | 0     |          |          |          |           |           |           |
| 05/03          | Arkansas                    | Primaire             | 40       | 204 898   | 76.90  | 39    | 49 085  | 18.40 | 1     |          |          |          |           |           |           |
| 05/03          | Californie                  | Primaire             | 169      | 1 953 947 | 79.20  | 169   | 430 792 | 17.50 | 0     |          |          |          |           |           |           |
| 05/03          | Colorado                    | Primaire             | 37       | 555 668   | 63.50  | 24    | 291 567 | 33.30 | 12    |          |          |          |           |           |           |
| 05/03          | Maine                       | Primaire             | 20       | 78 493    | 72.90  | 20    | 27 300  | 25.40 | 0     |          |          |          |           |           |           |
| 05/03          | Massachusetts               | Primaire             | 40       | 340 312   | 60.00  | 40    | 209 113 | 36.90 | 0     |          |          |          |           |           |           |
| 05/03          | Minnesota                   | Primaire             | 39       | 232 846   | 69.10  | 27    | 97 182  | 28.80 | 12    |          |          |          |           |           |           |
| 05/03          | Caroline du Nord            | Primaire             | 74       | 790 788   | 73.90  | 62    | 249 660 | 23.30 | 11    |          |          |          |           |           |           |
| 05/03          | Oklahoma                    | Primaire             | 43       | 254 928   | 81.80  | 43    | 49 406  | 15.90 | 0     |          |          |          |           |           |           |
| 05/03          | Tennessee                   | Primaire             | 58       | 447 219   | 77.30  | 58    | 112 963 | 19.50 | 0     |          |          |          |           |           |           |
| 05/03          | Texas                       | Primaire             | 161      | 1 808 269 | 77.80  | 161   | 405 472 | 17.50 | 0     |          |          |          |           |           |           |
| 05/03          | Utah                        | Caucus fermés        | 40       | 48 350    | 56.40  | 40    | 36 621  | 42.70 | 0     |          |          |          |           |           |           |
| 05/03          | Vermont                     | Primaire ouverte     | 17       | 33 162    | 45.90  | 8     | 36 241  | 50.20 | 9     |          |          |          |           |           |           |
| 05/03          | Virginie                    | Primaire             | 48       | 440 416   | 63.00  | 42    | 244 586 | 35.00 | 6     |          |          |          |           |           |           |
| 08/03          | Samoa américaines           | Caucus fermés        | 9        | 110       | 100.00 | 9     | 0       | 0.00  | 0     |          |          |          |           |           |           |
| 12/03          | Géorgie                     | Primaire             | 59       | 497 594   | 84.50  | 59    | 77 702  | 13.20 | 0     |          |          |          |           |           |           |
| 12/03          | Hawaï                       | Caucus fermés        | 19       | 4 348     | 97.10  | 19    | 68      | 1.50  | 0     |          |          |          |           |           |           |
| 12/03          | Mississippi                 | Primaire             | 40       | 225 683   | 92.70  | 40    | 12 829  | 5.30  | 0     |          |          |          |           |           |           |
| 12/03          | Washington                  | Primaire             | 43       | 601 070   | 76.40  | 43    | 151 485 | 19.30 | 0     |          |          |          |           |           |           |
| 15/03          | Îles Mariannes du Nord      | Caucus fermés        | 9        | 319       | 90.10  | 9     | 35      | 9.90  | 0     |          |          |          |           |           |           |
| 16/03          | Guam                        | Caucus fermés        | 9        | 178       | 100.00 | 9     | 0       | 0.00  | 0     |          |          |          |           |           |           |
| 19/03          | Arizona                     | Primaire             | 43       | 491 913   | 78.80  | 43    | 110 948 | 17.80 | 0     |          |          |          |           |           |           |
| 19/03          | Floride                     | Primaire             | 125      | 910 897   | 81.20  | 125   | 155 463 | 13.90 | 0     |          |          |          |           |           |           |
| 19/03          | Illinois                    | Primaire             | 64       | 476 051   | 80.60  | 64    | 85 254  | 14.40 | 0     |          |          |          |           |           |           |
| 19/03          | Kansas                      | Primaire             | 39       | 71 077    | 75.50  | 39    | 15 131  | 16.10 | 0     |          |          |          |           |           |           |
| 19/03          | Ohio                        | Primaire             | 79       | 889 001   | 79.20  | 79    | 161 357 | 14.40 | 0     |          |          |          |           |           |           |
| 23/03          | Louisiane                   | Primaire             | 47       | 172 474   | 89.80  | 47    | 13 119  | 6.80  | 0     |          |          |          |           |           |           |
| 02/04          | Connecticut                 | Primaire             | 28       | 34 726    | 77.90  | 28    | 6 230   | 14.00 | 0     |          |          |          |           |           |           |
| 02/04          | Delaware                    | Primaire             | 16       | 0         | 00.00  | 16    | 0       | 0.00  | 0     |          |          |          |           |           |           |
| 02/04          | New York                    | Primaire             | 91       | 131 710   | 82.10  | 91    | 20 733  | 12.90 | 0     |          |          |          |           |           |           |
| 02/04          | Rhode Island                | Primaire             | 19       | 10 869    | 84.50  | 17    | 1 365   | 10.60 | 2     |          |          |          |           |           |           |
| 02/04          | Wisconsin                   | Primaire             | 41       | 476 355   | 79.20  | 41    | 76 752  | 12.80 | 0     |          |          |          |           |           |           |
| 18/04 au 20/04 | Wyoming                     | Caucus fermés        | 23       | 0         | 00.00  | 23    | 0       | 0.00  | 0     |          |          |          |           |           |           |
| 21/04          | Porto Rico                  | Primaire             | 23       | 992       | 96.20  | 23    | 0       | 0.00  | 0     |          |          |          |           |           |           |
| 23/04          | Pensylvanie                 | Primaire             | 67       | 790 477   | 83.40  | 67    | 157 581 | 16.60 | 0     |          |          |          |           |           |           |
| 07/05          | Indiana                     | Primaire             | 58       | 461 673   | 78.30  | 58    | 128 170 | 21.70 | 0     |          |          |          |           |           |           |
| 14/05          | Maryland                    | Primaire             | 37       | 212 323   | 78.00  | 37    | 59 982  | 22.00 | 0     |          |          |          |           |           |           |
| 14/05          | Nebraska                    | Primaire             | 36       | 167 309   | 79.90  | 36    | 38 107  | 18.20 | 0     |          |          |          |           |           |           |
| 14/05          | Virginie-Occidentale        | Primaire             | 31       | 199 349   | 88.40  | 31    | 21 216  | 9.40  | 0     |          |          |          |           |           |           |
| 21/05          | Kentucky                    | Caucus fermés        | 41       | 215 044   | 85.00  | 46    | 16 232  | 6.40  | 0     |          |          |          |           |           |           |
| 21/05          | Oregon                      | Primaire             | 31       | —         | 00.00  | 31    | —       | —     | —     |          |          |          |           |           |           |
| 04/06          | Montana                     | Primaire             | 31       | 163 531   | 90.90  | 31    | —       | —     | —     |          |          |          |           |           |           |
| 04/06          | New Jersey                  | Primaire             | 9        | 279 364   | 98.20  | 9     | —       | —     | —     |          |          |          |           |           |           |
| 04/06          | Nouveau-Mexique             | Primaire             | 22       | 78 716    | 84.50  | 22    | 8 016   | 8.60  | 0     |          |          |          |           |           |           |
| 04/06          | Dakota du Sud               | Primaire             | 29       | —         | 00.00  | 29    | —       | —     | —     |          |          |          |           |           |           |